# Заозерна (Каргапольський район)
Заозе́рна (рос. Заозёрная) — присілок у складі Каргапольського району Курганської області, Росія. Входить до складу Долговської сільської ради.
Населення — 157 осіб (2010, 162 у 2002).
Національний склад населення станом на 2002 рік: росіяни — 98 %.